# Jakob Friis-Hansen
Jakob Friis-Hansen (Copenhague, 6 de março de 1967) é um ex-futebolista profissional dinamarquês que atuava como defensor.

## Carreira
Jakob Friis-Hansen se profissionalizou no B 1903.
Jakob Friis-Hansen integrou a Seleção Dinamarquesa de Futebol na Copa Rei Fahd de 1995.

## Títulos
Dinamarca
- Copa Rei Fahd de 1995